# يودات الفضة
 يودات الفضة  مركب كيميائي له الصيغة AgIO3 ، ويكون على شكل بلورات بيضاء.

## الخواص
- مركب يودات الفضة ضعيف الانحلالية في الماء.
- يتفكك مركب يودات الفضة بالتسخين حيث يعطي غاز الأكسجين.

## التحضير
يحضر يودات الفضة من تفاعل نترات الفضة مع يودات الصوديوم، 
حيث ينتج نترات الصوديوم كناتج ثانوي حسب المعادلة:
AgNO3 + NaIO3 → AgIO3 + NaNO3

## شكل آخر من يودات الفضة
يمكن تحضير شكل آخر من يودات الفضة له الصيغة Ag5IO6 وذلك بمفاعلة كميات متناسبة من أكسيد الفضة الأحادية مع يودات البوتاسيوم، وذلك تحت درجات مرتفعة نسبياً وتحت ضغط مرتفع من غاز الأكسجين. (673 كلفن و 270 ميغا باسكال ضغط أكسجين).

## الاستخدامات
يستخدم في الكيمياء التحليلية لتحديد نسبة الهاليدات في المعايرة اليودومترية. سابقاً على سبيل المثال فإن يودات الفضة كانت تستخدم لتحديد نسبة الكلوريد في الدم والسوائل الحيوية الأخرى، وذلك اعتماداً على المعادلة:
NaCl + AgIO3 → AgCl + NaIO3
حيث يترسب كلوريد الفضة، ويفاعل يودات الصوديوم الناتج مع يوديد البوتاسيوم المضاف تدريجياً، فيتحرر ثلاثة جزيئات من اليود مقابل كل أيون كلوريد. يكشف عن اليود باستخدام مركبات ثيوكبريتات، مثل ثيوكبريتات الصوديوم، وباستخدام النشاء كمؤشر (مشعر).